# شهرستان یانشان (یون‌نان)
شهرستان یانشان (به انگلیسی: Yanshan County) یک شهرستان در چین است که در ولایت خودمختار ونشان ژوانگ و میائو واقع شده‌است. شهرستان یانشان ۳٬۸۸۸ کیلومتر مربع مساحت و ۴۴۰٬۰۰۰ نفر جمعیت دارد.